# Mamdi
Mamdi er et af de to departementer, som udgør regionen Lac i Tchad.
13°28′N 14°43′Ø / 13.47°N 14.71°Ø